# تمثال الزعماء الثلاثة
تمثال الزعماء الثلاثة (بالإنجليزية: Three Dikgosi Monument)‏ هو تمثال برونزي يقع في منطقة الأعمال المركزية في غابورون، عاصمة بوتسوانا. تصور التماثيل ثلاثة دقوسي (زعماء القبائل) وهم خاما الثالث من بانجواتو، وسيبيلي الأول من باكوينا، وباتوين الأول من بانجواكيتس. تقام العديد من الأحداث في منطقة النصب التذكاري مثل ملكة جمال الاستقلال لبوتسوانا 2008. أظهرت دراسة أجريت بين يناير وأغسطس من عام 2007 أن تمثال الزعماء الثلاثة هو الوجهة السياحية الأكثر زيارة في غابورون.

## الوصف
تحتوي ساحة النصب التذكاري على تماثيل برونزية طويلة (5.4 متر لكل منها) لثلاثة زعماء لعبوا أدوارًا مهمة في استقلال بوتسوانا: خاما الثالث، وسيبيلي الأول، وباتوين الأول سافر الزعماء الثلاثة إلى بريطانيا العظمى في عام 1895 وطلبوا من جوزيف تشامبرلين، وزير خارجية المستعمرات في ذلك الوقت، والملكة فيكتوريا فصل محمية بيتشوانالاند (دولة بوتسوانا حالياً) عن شركة جنوب إفريقيا البريطانية ورودسيا الجنوبية (دولة زيمبابوي حالياً). تم قبول الطلب، وهذا كان يعني أن بوتسوانا ظلت تحت الحكم البريطاني المباشر حتى الاستقلال في الستينيات.
يوجد عند أقدام التماثيل ست قواعد عريضة توفر تفاصيل عن حياة الرؤساء الثلاثة.

## التاريخ
تم افتتاح النصب التذكاري في 29 سبتمبر 2005 من قبل فستوس موغاي، الرئيس السابق لبوتسوانا في ذلك الوقت. استقبل تمثال الرؤساء الثلاثة 800 زائر في اليوم في الأيام الأولى لافتتاحه.
هناك اعتراضات على النصب التذكاري. كان هناك جدل حول إعطاء المشروع لشركة من الكورية الشمالية بدلاً من شركة بناء محلية. ترى بعض الجماعات العرقية في بوتسوانا بناء هذا النصب التذكاري بمثابة إعلان لهيمنة شعب تسوانا على المجموعات الأخرى.